# Die Gefährtin

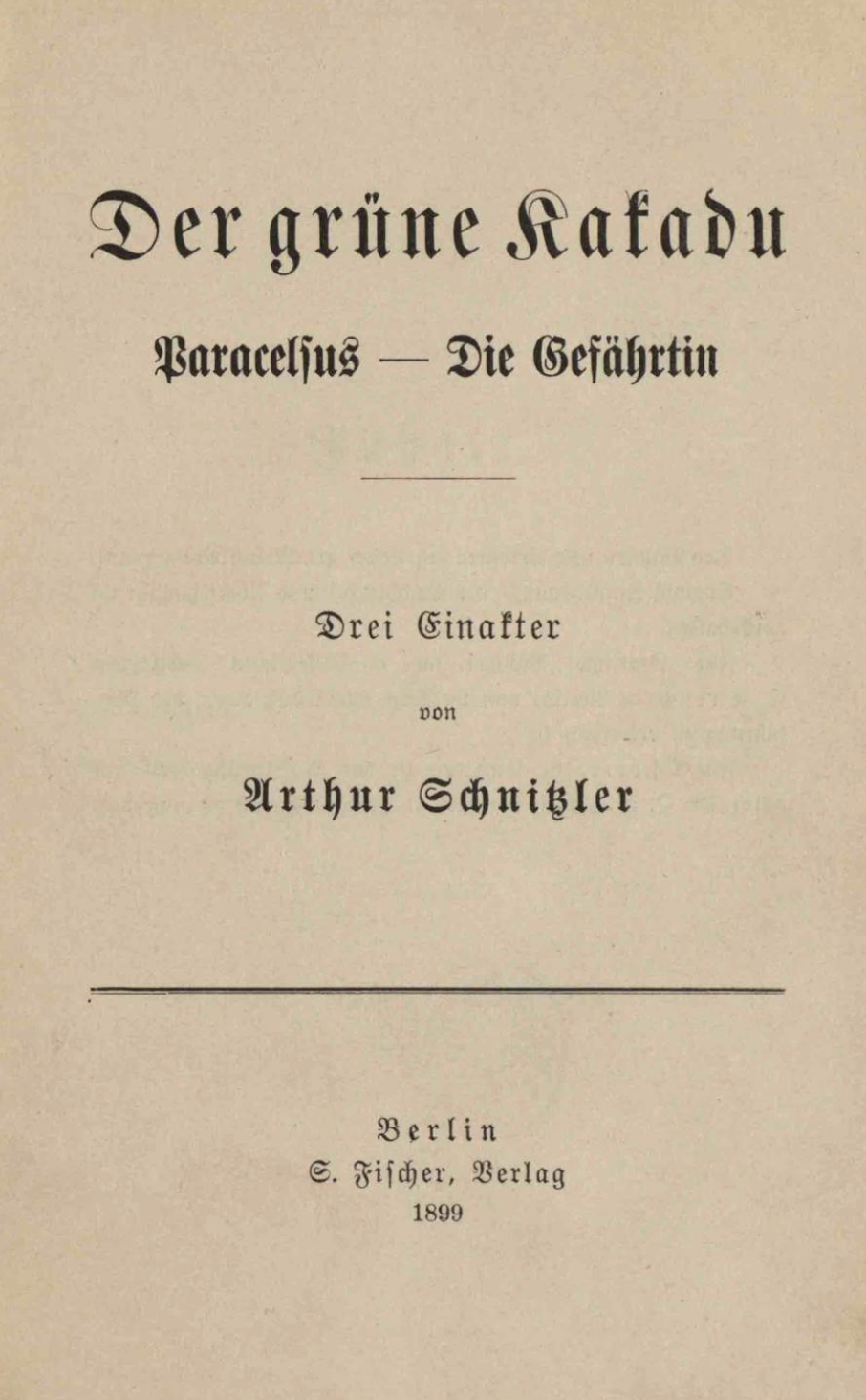
Titelblatt der Erstausgabe

Die Gefährtin ist Schauspiel in einem Akt von Arthur Schnitzler, das am 1. März 1899 im Burgtheater uraufgeführt wurde. Im selben Jahr erschien bei S. Fischer in Berlin die Textausgabe zusammen mit den Einaktern Der grüne Kakadu und Paracelsus.
In einer ersten Fassung hatte Schnitzler den Stoff eines Ehemanns, der durch Entdeckungen nach dem Tod seiner Frau seine Sicht auf die Ehe revidieren muss, bereits in der 1894 veröffentlichten Novelle Der Wittwer ausgeführt. Diese wurde zur Vorlage, aus der Schnitzler ab 1896 den Stoff dramatisch ausarbeitete.

## Zeit und Ort
Das Stück spielt an einem Herbstabend gegen Ende des 19. Jahrhunderts in einer Sommerfrische nahe bei Wien.

## Inhalt
Die Trauergemeinde ist der Ansicht, Robert habe seine an einem Herzschlag gestorbene Eveline nie geliebt. Entsprechend tritt der Professor auch auf. Er möchte vergessen; sich in die akademische Arbeit stürzen. Seine Nachbarin Olga Merholm erscheint und will Briefe zurück, die sie einst an Eveline geschrieben hatte. Im Laufe des Dialogs der beiden Nachbarn erfährt der Zuschauer, Robert sah Eveline als Geliebte, nicht als Gefährtin. Schlimmer noch – Robert lässt durchblicken, seine Gattin habe zu Lebzeiten ein Verhältnis mit seinem Freund Doktor Alfred Hausmann gehabt. Das begann vor drei Jahren schon.
Auf die Todesnachricht hin reist Alfred an. Bald wird Robert klar, alles ist ganz anders gewesen. Seit zwei Jahren schon hat Alfred eine Wienerin zur Braut. Trotz dieser überraschenden Klarstellung wird der Ankömmling vom Hausherrn hinausgejagt. Alfred geht.
Olga klärt Robert und den Zuschauer auf. Alfred hat Robert nämlich nicht hintergangen. Eveline wusste von der bevorstehenden Heirat Alfreds. Das gehe auch aus jenen Briefen hervor, die Olga wiederhaben möchte. Robert versteht das überhaupt nicht. Wenn Olga alles wusste, warum habe sie dann ihm nichts davon gesagt? Olga hat nur Bedauern übrig für das verflossene Leben Evelines in Einsamkeit.

## Rezeption
- Kerr lobt Schnitzlers Dramatik auch, weil darin die Gestaltungselemente „Verschweigen“ und Verzicht „auf Vollständigkeit“ vorkämen.[3] In Die Gefährtin kann das genaue Zutreffen der Behauptung des o. g. Theaterkritikers zum Beispiel an der Figur der Olga Merholm nachgewiesen werden. Der Zuschauer muss allerdings nachdenken, bis er darauf kommt: Der Witwer Professor Pilgram hat, zu Lebzeiten seiner Gattin verblendet, die Nähe der verheirateten Nachbarin Olga Merholm gesucht.[4] Nun, da ihm der Freund Doktor Alfred Hausmann die Augen über das Verhältnis zu der verstorbenen Eveline geöffnet hat, macht der Witwer reinen Tisch. Er verlässt die Sommerfrische. Der Professor entfernt sich somit von der Nachbarin, die ihn absichtlich im Unklaren ließ.
- Das Stück demonstriere die Zukunftslosigkeit der bürgerlichen Ehe (Scheible).[5]
- Korte ordnet in seiner Kurzbesprechung das Stück als Analytisches Drama ein.[6]

## Verfilmungen
- „Die Gefährtin“. Regie: Alfred Braun. ARD, SFB anno 1954. Darsteller: Ruth Grossi, Günther Hadank, Wolfgang Lukschy.
- „Die Gefährtin“. Regie: Peter Steinbach. ARD, WDR anno 1966. Darsteller: Carl Lange, Hertha Martin, Hannes Siegl.

## Hörspiele
Hörspiele (Memento vom 5. Dezember 2008 im Internet Archive), Einträge 28 und 29
- „Die Gefährtin“ – unter der Regie von Otto Ambros am 12. Mai 1946 vom ORF-Studio Wien gesendet.
- „Die Gefährtin“ – unter der Regie von Klaus Gmeiner am 20. Dezember 1975 vom ORF und dem SFB gesendet. Darsteller: Romuald Pekny, Aglaja Schmid, Kurt Heintel, Hubert Kiurina, Peter Uray und Leopold Rudolf.